# گیاه‌پارچ کاردکی
گیاه‌پارچ کاردکی (نام علمی: Nepenthes spathulata)، یک گونه از سرده گیاه‌پارچ‌ها است.